# Термы Олимия
46°09′50″ с. ш. 15°36′20″ в. д.
Термы Олимия (словен. Terme Olimia) – словенский курорт, располагающийся  в маленьком городе Подчетртек.

## География
Курорт находится в Подчертереке на высоте 195 метров над уровнем моря вдоль геологического разлома в долине реки Сутла под западными склонами Рудницы, неподалёку от границы Словении с Хорватией. Расстояние до курорта от Марибора составляет 60 км, от Любляны – 115 км, от курорта Рогашка-Слатина – 15 км.

## История
Впервые идея использования вод курорта для лечения была озвучена в 1920-х годах, однако эксплуатироваться здравница начала только в 1950-х годах. В 1966 году был построен первый бассейн, а в 1977 году – отель. В настоящее время на базе комплекса создан первоклассный медицинский центр для лечения ряда болезней.
Главным лечебным фактором курорта является гидрогенкарбонатная магниево-кальциевая вода температурой от 28 до 37 градусов Цельсия, которая поднимается на поверхность с глубины от 100 метров до полукилометра.
Наружные водные процедуры расслабляют мышцы, усиливают кровообращение, укрепляют иммунитет. Приём внутрь рН-нейтральной воды способствует очищению организма от токсинов и обновлению тканей, а также регулирует кислотный уровень.
Данный тип лечения показан в первую очередь при ревматических и кожных заболеваниях. Противопоказания отсутствуют, кроме общих, применяемых ко всем видам санаторного лечения.
В 2016 году курорт получил премию «Fashion People Award» в категории «Лучший термальный курорт Европы».